# Episodi di Ultima traccia: Berlino (sesta stagione)
La sesta stagione della serie televisiva Ultima traccia: Berlino, composta da 12 episodi, è stata trasmessa sul canale tedesco ZDF dal 3 marzo al 26 maggio 2017.
In Italia, la stagione è stata trasmessa in prima visione assoluta su Rai 2 dal 2 al 19 agosto 2019.
| nº | Titolo originale | Titolo italiano            | Prima TV Germania | Prima TV Italia |
| -- | ---------------- | -------------------------- | ----------------- | --------------- |
| 1  | Verbrannt        | Lo scambio (prima parte)   | 3 marzo 2017      | 2 agosto 2019   |
| 2  | Tauschgeschäft   | Lo scambio (seconda parte) | 10 marzo 2017     | 5 agosto 2019   |
| 3  | Störfaktor       | Come un fratello           | 17 marzo 2017     | 6 agosto 2019   |
| 4  | Überlebenstrieb  | Istinto di sopravvivenza   | 24 marzo 2017     | 7 agosto 2019   |
| 5  | Ehrenamt         | Giustizia                  | 31 marzo 2017     | 8 agosto 2019   |
| 6  | Freispruch       | Fratelli                   | 7 aprile 2017     | 9 agosto 2019   |
| 7  | Existenzkampf    | Lotta per l'esistenza      | 21 aprile 2017    | 12 agosto 2019  |
| 8  | Lügengespinst    | Una ragnatela di menzogne  | 28 aprile 2017    | 13 agosto 2019  |
| 9  | Sheriff          | Lo sceriffo                | 5 maggio 2017     | 14 agosto 2019  |
| 10 | Atemlos          | Senza fiato                | 12 maggio 2017    | 15 agosto 2019  |
| 11 | Liebesreigen     | La danza degli innamorati  | 19 maggio 2017    | 16 agosto 2019  |
| 12 | Gottesurteil     | Giudizio divino            | 26 maggio 2017    | 19 agosto 2019  |